# دارسی لوسیک
دارسی لوسیک در بازیکن راگبی ۱۳ نفره اهل استرالیا است.

## شروع زندگی
لوسیک در سیدنی استرالیا به دنیا آمده‌است.

## زندگی شخصی
لوسیک به عنوان سفیر کرفلایت و شریک خیریه پاراماتا جدید برای ۲۰۱۴نامگذاری شد. دارسی برادر بزرگتر جوی لوسیک است که با انگلستان با شیاطین سرخ Salford بازی می‌کند.